# Pichichi
Trofeo Pichichi, (Pichichi), är ett pris i Spanien som utdelas till den fotbollsspelare som lyckas göra flest mål för sitt klubblag under en säsong. Priset utdelas till skyttekungarna i Primera División och Segunda División.

## Historia
Priset är uppkallat efter Rafael Moreno vars smeknamn var Pichichi. Moreno var en stor målskytt i Athletic Bilbao från 1911 till 1921, där han gjorde 200 mål på 171 matcher. Moreno dog av tyfus 1922, 29 år gammal. För att hedra Moreno började den spanska sporttidningen Marca dela ut ett pris till den spelare som gjorde flest mål för varje säsong. Den första Pichichin vanns av Telmo Zarra 1952-53, som även han spelade i Athletic Bilbao.

## Vinnare av Pichichi

### Vinnare av Pichichi, utdelat postumt av Marca
| Säsong  | Spelare                 | Nationalitet | Lag                             | GM | SM | MS   |
| ------- | ----------------------- | ------------ | ------------------------------- | -- | -- | ---- |
| 1928–29 | Paco Bienzobas          | Spanien      | Real Sociedad                   | 14 | 18 | 0,78 |
| 1929–30 | Guillermo Gorostiza (1) | Spanien      | Athletic Bilbao (1)             | 20 | 18 | 1,11 |
| 1930–31 | Bata                    | Spanien      | Athletic Bilbao (2)             | 27 | 17 | 1,59 |
| 1931–32 | Guillermo Gorostiza (2) | Spanien      | Athletic Bilbao (3)             | 12 | 15 | 0,8  |
| 1932–33 | Manuel Olivares         | Spanien      | Real Madrid (1)                 | 16 | 14 | 1,14 |
| 1933–34 | Isidro Lángara (1)      | Spanien      | Real Oviedo (1)                 | 27 | 18 | 1,5  |
| 1934–35 | Isidro Lángara (2)      | Spanien      | Real Oviedo (2)                 | 27 | 22 | 1,23 |
| 1935–36 | Isidro Lángara (3)      | Spanien      | Real Oviedo (3)                 | 27 | 21 | 1,29 |
| 1939–40 | Victorio Unamuno        | Spanien      | Athletic Bilbao (4)             | 20 | 22 | 0,91 |
| 1940–41 | Pruden                  | Spanien      | Atlético Aviación de Madrid (1) | 30 | 22 | 1,36 |
| 1941–42 | Mundo (1)               | Spanien      | Valencia CF (1)                 | 27 | 25 | 1,08 |
| 1942–43 | Mariano Martín          | Spanien      | FC Barcelona (1)                | 32 | 23 | 1,39 |
| 1943–44 | Mundo (2)               | Spanien      | Valencia CF (2)                 | 27 | 26 | 1,04 |
| 1944–45 | Telmo Zarra (1)         | Spanien      | Athletic Bilbao (5)             | 19 | 26 | 0,73 |
| 1945–46 | Telmo Zarra (2)         | Spanien      | Athletic Bilbao (6)             | 24 | 18 | 1,33 |
| 1946–47 | Telmo Zarra (3)         | Spanien      | Athletic Bilbao (7)             | 34 | 24 | 1,42 |
| 1947–48 | Pahiño (1)              | Spanien      | Celta Vigo (1)                  | 23 | 22 | 1,05 |
| 1948–49 | César                   | Spanien      | FC Barcelona (2)                | 28 | 24 | 1,17 |
| 1949–50 | Telmo Zarra (4)         | Spanien      | Athletic Bilbao (8)             | 25 | 26 | 0,96 |
| 1950–51 | Telmo Zarra (5)         | Spanien      | Athletic Bilbao (9)             | 38 | 30 | 1,27 |
| 1951–52 | Pahiño (2)              | Spanien      | Real Madrid (2)                 | 28 | 27 | 1,04 |

### Vinnare av Pichichi, utdelat av Marca
| Gul bakgrund indikerar att spelaren vann guldskon detta året. |

| Säsong  | Spelare                  | Nationalitet  | Lag                        | GM | SM | MS    |
| ------- | ------------------------ | ------------- | -------------------------- | -- | -- | ----- |
| 1952–53 | Telmo Zarra (6)          | Spanien       | Athletic Bilbao (10)       | 24 | 29 | 0,83  |
| 1953–54 | Alfredo Di Stéfano (1)   | Argentina     | Real Madrid (3)            | 27 | 28 | 0,96  |
| 1954–55 | Juan Arza                | Spanien       | Sevilla FC (1)             | 29 | 29 | 1     |
| 1955–56 | Alfredo Di Stéfano (2)   | Argentina     | Real Madrid (4)            | 24 | 30 | 0,8   |
| 1956–57 | Alfredo Di Stéfano (3)   | Argentina     | Real Madrid (5)            | 31 | 30 | 1,03  |
| 1957–58 | Ricardo Alós             | Spanien       | Valencia CF (3)            | 19 | 29 | 0,66  |
| 1957–58 | Manuel Badenes           | Spanien       | Real Valladolid (1)        | 19 | 29 | 0,66  |
| 1957–58 | Alfredo Di Stéfano (4)   | Argentina     | Real Madrid (6)            | 19 | 30 | 0,63  |
| 1958–59 | Alfredo Di Stéfano (5)   | Argentina     | Real Madrid (7)            | 23 | 28 | 0,82  |
| 1959–60 | Ferenc Puskás (1)        | Ungern        | Real Madrid (8)            | 26 | 24 | 1,08  |
| 1960–61 | Ferenc Puskás (2)        | Ungern        | Real Madrid (9)            | 27 | 28 | 0,96  |
| 1961–62 | Juan Seminario           | Peru          | Real Zaragoza (1)          | 25 | 30 | 0,83  |
| 1962–63 | Ferenc Puskás (3)        | Ungern        | Real Madrid (10)           | 26 | 30 | 0,87  |
| 1963–64 | Ferenc Puskás (4)        | Ungern        | Real Madrid (11)           | 20 | 25 | 0,8   |
| 1964–65 | Cayetano Ré              | Paraguay      | FC Barcelona (3)           | 25 | 30 | 0,83  |
| 1965–66 | Vavá II                  | Spanien       | Elche CF (1)               | 19 | 30 | 0,63  |
| 1966–67 | Waldo                    | Brasilien     | Valencia CF (4)            | 24 | 30 | 0,8   |
| 1967–68 | Fidel Uriarte            | Spanien       | Athletic Bilbao (11)       | 22 | 24 | 0,92  |
| 1968–69 | Amancio (1)              | Spanien       | Real Madrid (12)           | 14 | 29 | 0,48  |
| 1968–69 | José Eulogio Gárate (1)  | Spanien       | Atlético Madrid (2)        | 14 | 20 | 0,7   |
| 1969–70 | Amancio (2)              | Spanien       | Real Madrid (13)           | 16 | 29 | 0,55  |
| 1969–70 | Luis Aragonés            | Spanien       | Atlético Madrid (3)        | 16 | 30 | 0,53  |
| 1969–70 | José Eulogio Gárate (2)  | Spanien       | Atlético de Madrid (4)     | 16 | 30 | 0,53  |
| 1970–71 | José Eulogio Gárate (3)  | Spanien       | Atlético Madrid (5)        | 17 | 28 | 0,61  |
| 1970–71 | Carles Rexach            | Spanien       | FC Barcelona (4)           | 17 | 29 | 0,59  |
| 1971–72 | Enrique Porta            | Spanien       | Granada CF (1)             | 20 | 31 | 0,65  |
| 1972–73 | Marianín                 | Spanien       | Real Oviedo (4)            | 19 | 32 | 0,59  |
| 1973–74 | Quini (1)                | Spanien       | Real Sporting de Gijón (1) | 20 | 34 | 0,59  |
| 1974–75 | Carlos Ruiz Herrero      | Spanien       | Athletic Bilbao (12)       | 19 | 32 | 0,59  |
| 1975–76 | Quini (2)                | Spanien       | Real Sporting de Gijón (2) | 18 | 34 | 0,53  |
| 1976–77 | Mario Alberto Kempes (1) | Argentina     | Valencia CF (5)            | 24 | 34 | 0,71  |
| 1977–78 | Mario Alberto Kempes (2) | Argentina     | Valencia CF (6)            | 28 | 34 | 0,82  |
| 1978–79 | Hans Krankl              | Österrike     | FC Barcelona (5)           | 29 | 30 | 0,97  |
| 1979–80 | Quini (3)                | Spanien       | Real Sporting de Gijón (3) | 24 | 34 | 0,71  |
| 1980–81 | Quini (4)                | Spanien       | FC Barcelona (6)           | 20 | 30 | 0,67  |
| 1981–82 | Quini (5)                | Spanien       | FC Barcelona (7)           | 26 | 32 | 0,81  |
| 1982–83 | Poli Rincón              | Spanien       | Real Betis (1)             | 20 | 30 | 0,67  |
| 1983–84 | Jorge da Silva           | Uruguay       | Real Valladolid (2)        | 17 | 30 | 0,57  |
| 1983–84 | Juanito                  | Spanien       | Real Madrid (14)           | 17 | 31 | 0,55  |
| 1984–85 | Hugo Sánchez (1)         | Mexiko        | Atlético Madrid (6)        | 19 | 33 | 0,58  |
| 1985–86 | Hugo Sánchez (2)         | Mexiko        | Real Madrid (15)           | 22 | 33 | 0,67  |
| 1986–87 | Hugo Sánchez (3)         | Mexiko        | Real Madrid (16)           | 34 | 41 | 0,83  |
| 1987–88 | Hugo Sánchez (4)         | Mexiko        | Real Madrid (17)           | 29 | 36 | 0,81  |
| 1988–89 | Baltazar                 | Brasilien     | Atlético Madrid (7)        | 35 | 36 | 0,97  |
| 1989–90 | Hugo Sánchez (5)         | Mexiko        | Real Madrid (18)           | 38 | 35 | 1,09  |
| 1990–91 | Emilio Butragueño        | Spanien       | Real Madrid (19)           | 19 | 35 | 0,54  |
| 1991–92 | Manolo                   | Spanien       | Atlético Madrid (8)        | 27 | 36 | 0,75  |
| 1992–93 | Bebeto                   | Brasilien     | Deportivo La Coruña (1)    | 29 | 37 | 0,78  |
| 1993–94 | Romário                  | Brasilien     | FC Barcelona (8)           | 30 | 33 | 0,91  |
| 1994–95 | Iván Zamorano            | Chile         | Real Madrid (20)           | 28 | 38 | 0,74  |
| 1995–96 | Juan Antonio Pizzi       | Argentina     | CD Tenerife (1)            | 31 | 41 | 0,76  |
| 1996–97 | Ronaldo (1)              | Brasilien     | FC Barcelona (9)           | 34 | 37 | 0,92  |
| 1997–98 | Christian Vieri          | Italien       | Atlético Madrid (9)        | 24 | 24 | 1     |
| 1998–99 | Raúl (1)                 | Spanien       | Real Madrid (21)           | 25 | 37 | 0,68  |
| 1999–00 | Salva Ballesta           | Spanien       | Racing Santander (1)       | 27 | 36 | 0,75  |
| 2000–01 | Raúl (2)                 | Spanien       | Real Madrid (22)           | 24 | 36 | 0,67  |
| 2001–02 | Diego Tristán            | Spanien       | Deportivo La Coruña (2)    | 21 | 34 | 0,62  |
| 2002–03 | Roy Makaay               | Nederländerna | Deportivo La Coruña (3)    | 29 | 38 | 0,76  |
| 2003–04 | Ronaldo (2)              | Brasilien     | Real Madrid (23)           | 24 | 32 | 0,75  |
| 2004–05 | Diego Forlán (1)         | Uruguay       | Villarreal CF (1)          | 25 | 38 | 0,66  |
| 2005–06 | Samuel Eto'o             | Kamerun       | FC Barcelona (10)          | 26 | 34 | 0,76  |
| 2006–07 | Ruud van Nistelrooy      | Nederländerna | Real Madrid (24)           | 25 | 37 | 0,68  |
| 2007–08 | Dani Güiza               | Spanien       | RCD Mallorca (1)           | 27 | 37 | 0,73  |
| 2008–09 | Diego Forlán (2)         | Uruguay       | Atlético Madrid (10)       | 32 | 33 | 0,97  |
| 2009–10 | Lionel Messi (1)         | Argentina     | FC Barcelona (11)          | 34 | 35 | 0,97  |
| 2010–11 | Cristiano Ronaldo (1)    | Portugal      | Real Madrid (25)           | 40 | 34 | 1,18  |
| 2011–12 | Lionel Messi (2)         | Argentina     | FC Barcelona (12)          | 50 | 37 | 1,35  |
| 2012–13 | Lionel Messi (3)         | Argentina     | FC Barcelona (13)          | 46 | 32 | 1,44  |
| 2013–14 | Cristiano Ronaldo (2)    | Portugal      | Real Madrid (26)           | 31 | 30 | 1,03  |
| 2014–15 | Cristiano Ronaldo (3)    | Portugal      | Real Madrid (27)           | 48 | 35 | 1,37  |
| 2015–16 | Luis Suárez              | Uruguay       | FC Barcelona (14)          | 40 | 35 | 1,14  |
| 2016–17 | Lionel Messi (4)         | Argentina     | FC Barcelona (15)          | 37 | 34 | 1,08  |
| 2017–18 | Lionel Messi (5)         | Argentina     | FC Barcelona (16)          | 34 | 36 | 0,97  |
| 2018–19 | Lionel Messi (6)         | Argentina     | FC Barcelona (17)          | 36 | 34 | 1,06  |
| 2019-20 | Lionel Messi (7)         | Argentina     | FC Barcelona (18)          | 25 | 33 | 0.758 |
| 2020-21 | Lionel Messi (8)         | Argentina     | FC Barcelona (19)          | 30 | 35 | 0.857 |
| 2021-22 | Karim Benzema            | Frankrike     | Real Madrid (28)           | 27 | 32 | 0.844 |
| 2022-23 | Robert Lewandowski       | Polen         | FC Barcelona (20)          | 23 | 33 | 0.792 |